# Mocoví
Mocoví (poznati i pod imenima Mocobí, Mbocobí, Moncobys, Amocobies, Mbokobí, Mocoit, Mokoilasseek, Bocovíes, Moqoit, Moqoile’ec, Amokebit, Mosobíes, Moscovi, Mokowitt, Mokovit, Guaycurues, Frentones, Montaraces), pleme i skupina plemena jezične porodice Guaycuru nastanjenih u provincijama Formosa, Santa Fe i Chaco. Mocoví su se kroz povijest sastojali od više plemenskih skupina. Godine 2010. se 22 439 osoba u Argentini smatralo pripadnima Mocoví skupine.

## Plemske skupine
U 17. i 18. stoljeću:
- Mohoyes, nazivani i Mogoyes
- Aguilot
- Palomos (Pelichocos, Perichocos, Pelechos) kojima pripada:
  - Labradillos

- Copogni
- Pelones

Od 18. do 20. stoljeća:
- Jogongaek
- Sanjavierinos
- Sampedrinos
- Calchineros
- Capilleros
- Noenagacec
- Ischipile’ec

## Povijest
Mocoví su bili ratničko pleme s gornjeg toka Bermeja, slično i srodno svojim saveznicima Abiponima, Tobama i Mbayama. Njihova populacija procijenjena je 1800-ih na 2000 ratnika ili 6000 osoba. 
U ranom 18. stoljeću bili su u ratu sa Španjolcima, što je guvernera Urizara navelo da 1710. povede veliku ekspediciju od 3000 ljudi protiv Chaco plemena. Neka su plemena tada sklopila mir sa Španjolcima, ali Mocoví još 30 godina nisu prestali s napadima. Tek su 1743. neki otišli na misiju San Xavier koju je utemeljio Francisco Burges Navarro. Do ovoga je došlo zbog pomirbe sa Španjolcima dvojice poglavica Mocovíja, Aletina i Chitalina. Bilo je više pokušaja privoljenja na sjedilački ratarski život zbog toga što su bili nomadski lovci i sakupljači. U današnje se vrijeme polako asimiliraju u hispansko argentinsko društvo.

## Etnografija

### Život i običaji
Mocoví su tek povremeno gradili privremene logore, običnu zaštitu od vjetra sastavljenu od granja prekrivenog kožom. Živjeli su od lova, ribolova i sakupljanja. Njihovo oružje tipično je za Chaco i Patagoniju, a sastojalo se od luka i strijele, koplja, sulica i bole. U lov su išli zajedno ili zasebno. Glavna lovina bili su im nandui, pekariji, jeleni i kajmani nastanjeni u Chacu koje su hvatali harpunima s obale rijeka.

Ribolov im je bio najvažniji tijekom kišne sezone, pri čemu su se koristile mreže i harpuni i u kojem su primarno sudjelovali muškarci. Žene su u svom privređivanju najviše vremena posvećivale sakupljanju divlje biljne hrane kao što su algarroba (Prosopis alba i Prosopis nigra), Acacia monoliformis, chañar (Gourliea decorticans) i voće mistola (Zizyphus mistol), kao i jestive dijelove raznih vrsta palmi (Capparis retusa, Morrenia odorata i druge). Med i prženi skakavci (porodica Acrididae) bili su važan izvor prehrane koje su pohranjivali i čuvali za kasnije prigode.
Mocoví su držali pse kao čuvare, ali i za lov. Danas od domaćih životinja uzgajaju konje, ovce i koze.
Tijekom sušne sezone često dolazi do nestašica pitke vode, zbog čega su kao izvor vode koristili lišće palme caraguatá (Bromelia sp.) i gomolj chodata (Jacaratia hassleriana) te dobivenu vodu spremali u zemljane vrčeve.
Bullboat-kanui služili su tek za prijevoz starijih nemoćnih osoba i malene djece preko rijeke, nalik onim mandanskim. Lončarstvo im je bilo primitivno, a košaraštvom se nisu bavili. Žene su od vlakana spomenute caraguate proizvodile užad, ribarske mreže, mreže za nošenje i torbe. Pamuk i vunu tkali su na vertikalnim stanovima.

### Društvo
Društvo Mocovíja sastojalo se od proširene obitelji ili od egzogamnih bandi povezanih u endogamno pod-pleme. Razne pod-plemenske skupine periodično su se okupljale iz kojekakvih razloga; vjerskih, socijalnih ili naročito u vrijeme rata kad regionalni politički autoritet dobiva na značaju.
Ženidba je bila monogamna, ali se zabilježila i sororalna poliginija, brak muškarca s više sestara. Postmaritalno stanište bilo je matrilokalno, tj. muškarac je išao živjeti u ženinu zajednicu, a sistem srodstva u jeziku je havajskog tipa.

## Vanjske poveznice
- Mocovíes  Arhivirana inačica izvorne stranice od 5. travnja 2008. (Wayback Machine)
- Mocoví Indians
- Mocoví